# Macrotoma serripes
Macrotoma serripes is een keversoort uit de familie boktorren (Cerambycidae). De wetenschappelijke naam van de soort is voor het eerst geldig gepubliceerd in 1785 door Olivier.